# Lago la Martre
El lago la Martre (del francés: Lac la Martre) es un gran lago de Canadá localizado en los Territorios del Noroeste, el tercer mayor lago de ese territorio. Se encuentra al noroeste del Gran Lago del Esclavo, y a unos 160 km al sureste de Yellowknife. El principal asentamiento en el lago es la pequeña localidad de Whati, en la costa sureste, que en 2009 contaba con 497 habitantes, en su mayoría indígenas. Hasta 2005 se llamó Lac La Martre.
El lago se encuentra a una altitud de 265 m y tiene una superficie total, incluidas islas, de 1.776 km² (de los que 1.687 km² son de agua) El lago tiene una costa accidentada y numerosas islas, la mayor de las cuales (Big Island) se encuentra en el centro, y el resto son mucho menores y se encuentran principalmente en la parte oriental. El lago es alimentado por norte por el río Grandin, que drena el lago homónimo, y por el oeste por el lago Ueyburn  y el lago Bartlett. Drena a su vez por el extremo sureste a través del río la Martre, un afluente del río Marian, a su vez afluente del Gran Lago del Esclavo, que pertenece a la cuenca del río Mackenzie.
En el verano, el lago es uno de los centros de pesca recreativa del norte del país, especialmente de lucio, trucha de lago y también Thymallus arcticus.